# 三澤康彦
三澤 康彦（みさわ やすひこ、1953年 - 2017年5月5日）は、日本の建築家。木造の架構フレームを科学し、現代社会に通じる新しいプロトタイプの木の住まいを研究。日本各地の林産地の特性を調査し、地域材を生かした木の住まいを各地で展開していた。

## 略歴
- 1953年 大阪府生。
- 1974年 美建建築設計事務所勤務。
- 1980年 一色建築設計事務所（東京）勤務。
- 1985年 Ms建築設計事務所を三澤文子と共同設立。
- 1985年 木構造住宅研究所を三澤文子と共同設立。
- 1985年 MOKスクール大阪を開講。
- 1997年 林野庁住宅資材利用技術普及企画委員（ - 2002）。
- 2002年 国土交通省資源循環型木造構工法開発委員
- 2017年 旅行先の有馬温泉で急性心不全により逝去(享年65歳)[1]

### 受賞歴など
- 1989年 中部建築賞受賞
- 2001年 Jパネルグッドデザイン賞受賞
- 2006年 鳥取県「木の住まいづくりコンクール」最優秀賞受賞

## 著書
- 木造住宅の可能性/INAX出版/（1994年）
- 最高の「木造」住宅をつくる方法(共著)/X-Knowledge（2011年）